# Vysoké Tatry
Vysoké Tatry (Tatra Mare) este un oraș din Slovacia.
Se află la o altitudine de 966 m deasupra nivelului mării. Are o suprafață de 359,784715 km². Populația este de 3.770 locuitori, determinată în 31 decembrie 2024, prin estimare[*].

## Demografie
| An:                | 1994 | 2004    | 2014    | 2024   |
| ------------------ | ---- | ------- | ------- | ------ |
| Număr de persoane: | 5669 | 4953    | 4113    | 3770   |
| Diferență:         |      | −12,63% | −16,95% | −8,33% |

| An:                | 2023 | 2024   |
| ------------------ | ---- | ------ |
| Număr de persoane: | 3782 | 3770   |
| Diferență:         |      | −0,31% |